# Zolmitriptan
Il  zolmitriptan è un composto chimico di formula chimica {\displaystyle {\ce {C16H21N3O2}}} che in condizioni standard si presenta in fase solida.

## Storia
Lo zolmitriptan è stato approvato per la prima volta dalla FDA per la vendita da parte di Zeneca Pharmaceuticals con il nome commerciale Zomig il 25 novembre 1997.

## Caratteristiche strutturali e fisiche
Lo zolmitriptan appartiene alla classe delle triptammine sintetiche ed è un N,N-dimetiltriptamina in cui l'idrogeno in posizione 5 dell'anello indolico è stato sostituito da un gruppo [(4S)-2-oxo-1,3-oxazolidin-4-il]metilico. È un membro degli ossazolidinoni ed è funzionalmente correlato alla N,N-dimetiltriptamina. Il composto è liberamente solubile in acqua.
| N. di atomi pesanti                  | 21                                                                      |
| N. di atomi stereogenici             | 1                                                                       |
| N. di donatori di legami a idrogeno  | 2                                                                       |
| N. di accettori di legami a idrogeno | 3                                                                       |
| N. di legami ruotabili               | 5                                                                       |
| Massa monoisotopica                  | 287.16337692 Da                                                         |
| Superficie polare                    | 57.4 Å²                                                                 |
| Sezione d'urto                       | 163.1 Å² [M+Na]+ 164.88 Å² [M+K]+ 155.97 Å² [M+H-H2O]+ 158.69 Å² [M+H]+ |

## Reattività e caratteristiche chimiche

### Spettri analitici
- MS-MS[3]
- LC-MS[9]

## Farmacologia e tossicologia

### Farmacocinetica
Lo zolmitriptan viene assorbito bene dopo la somministrazione orale e mostra una cinetica lineare nell'intervallo di dosaggio da 2,5 a 50 mg.
L'AUC e la Cmax sono simili dopo la somministrazione delle compresse e delle compresse orodispersibili,  ma il Tmax è leggermente più tardivo (Tmax mediano di 3 ore per la compressa orodispersibile rispetto a 1,5 ore per la compressa convenzionale). L'AUC, il Cmax e il Tmax per il metabolita attivo N-desmetilato sono simili per entrambe le formulazioni.
Durante un attacco di emicrania da moderato a grave, l'AUC₀₋₄ media e il Cmax del composto, somministrato come compressa convenzionale, sono diminuiti rispettivamente del 40% e del 25%, mentre il Tmax medio è stato ritardato di mezz'ora rispetto agli stessi pazienti durante un periodo senza emicrania.
La biodisponibilità assoluta media è di circa il 40%. Il volume apparente medio di distribuzione è di 7,0 L/kg. Il legame con le proteine plasmatiche è del 25% nell'intervallo di concentrazione tra 10 e 1000 ng/mL. Lo zolmitriptan viene convertito in un metabolita attivo, N-desmetilato, con concentrazioni che sono circa due terzi di quelle dello zolmitriptan. Poiché la potenza sui recettori 5HT1B/1D del metabolita è da 2 a 6 volte superiore a quella del farmaco originale, il metabolita potrebbe contribuire in modo significativo all'effetto complessivo del farmaco.
La radioattività totale recuperata nelle urine e nelle feci è stata rispettivamente del 65% e del 30% della dose somministrata. Circa l'8% della dose è stata recuperata nelle urine come zolmitriptan invariato. L'acido indolacetico ha rappresentato il 31% della dose, seguito dai metaboliti N-ossido (7%) e N-desmetilato (4%). L'acido indolacetico e l'N-ossido sono inattivi. La clearance plasmatica totale media è di 31,5 mL/min/kg, di cui un sesto è clearance renale. La clearance renale è superiore al tasso di filtrazione glomerulare, suggerendo una secrezione tubulare renale.
Lo zolmitriptan ha un'emivita di eliminazione media di circa tre ore dopo la somministrazione orale o nasale. Il suo metabolita attivo, N-desmetilato, ha un'emivita leggermente più lunga (circa 3,5 ore).

### Farmacodinamica
Zolmitriptan è un agonista selettivo del recettore della serotonina (sottotipi 1B e 1D), con una debole affinità per il recettore 5-HTl 1A. La sua azione sui recettori 5-HT 1B/1D provoca vasocostrizione nei vasi intracranici, incluse le anastomosi artero-venose, e può inibire il rilascio di neuropeptidi proinfiammatori dalle terminazioni nervose perivascolari del trigemino. Lo zolmitriptan è in grado di attraversare la barriera ematoencefalica, come evidenziato da sudi che prevedevano l'utilizzo di marcatori radioattivi, poi ritrovati all'interno delle cellule del nucleo caudale del trigemino e del nucleo del tratto solitario.

### Effetti del composto e usi clinici
Ha un ruolo come agonista serotoninergico, agente vasopressore e farmaco antinfiammatorio. È un farmaco a piccole molecole utilizzato negli adulti per il trattamento degli attacchi di emicrania in forma acuta con o senza aura. Zolmitriptan non è adatto per la profilassi dell'emicrania e per la terapia dell'emicrania emiplegica. Il farmaco viene usato anche off-label nel trattamento acuto della cefalea a grappolo e nel trattamento acuto dell'emicrania mestruale.

#### Dosaggio
Il zolmitriptan è disponibile in compresse deglutibili ed orosolubili oppure sotto forma di spray nasale, in due dosaggi da 2,5 e 5 mg.
- per via orale: 2,5 mg iniziali, se il dolore ritorna somministrare altra dose identica dopo 2 ore (dose da aumentare solo nel caso non faccia effetto a 5 mg)
- per via nasale; è di 2,5 mg o di 5 mg. Se il paziente non ha ottenuto una risposta soddisfacente con la dose di 2,5 mg, per gli attacchi seguenti possono essere considerate dosi di 5 mg.[13]

### Controindicazioni ed effetti collaterali
Il farmaco non deve essere somministrato a pazienti con malattia cardiaca ischemica (angina pectoris, storia di infarto del miocardio o ischemia silente documentata) o a pazienti che presentano sintomi o segni coerenti con una malattia cardiaca ischemica, vasospasmo coronarico, inclusa l'angina di Prinzmetal, o altre significative patologie cardiovascolari.
Poiché il farmaco può aumentare la pressione sanguigna, non deve essere somministrato a pazienti affetti da ipertensione non controllata. Non deve essere utilizzato entro 24 ore dal trattamento con un altro agonista 5-HT1 o con un farmaco contenente ergotamina o di tipo ergot come diidroergotamina o metisergide. Infine, non deve essere somministrato a pazienti con emicrania emiplegica o basilare. La somministrazione concomitante di inibitori delle MAO-A o l'uso di zolmitriptan entro 2 settimane dalla sospensione della terapia con inibitori delle MAO-A è controindicata.
I pazienti con sindrome di Wolff-Parkinson-White sintomatica o aritmie associate ad altri disturbi della conduzione cardiaca accessoria non devono ricevere il farmaco. Sono stati segnalati eventi cardiaci avversi gravi, inclusi infarto miocardico acuto, entro poche ore dalla somministrazione del composto, inoltre il composto può causare vasospasmo coronarico.
Il farmaco dovrebbe essere somministrato con cautela ai pazienti con patologie che possono alterare l'assorbimento, il metabolismo o l'escrezione dei farmaci, come la compromissione della funzionalità epatica. Studi sugli animali suggeriscono che il composto può legarsi ai tessuti contenenti melanina dell'occhio.
Fra gli effetti collaterali più frequenti si riscontrano sonnolenza, parestesie, sensazione di debolezza, mialgia, vomito. A livello cardiovascolare, lo zolmitriptan può far aumentare la pressione sanguigna diastolica negli anziani e nei giovani, mentre l'aumento della pressione sanguigna sistolica può avvenire solo negli anziani. Come con altri agonisti 5-HT1B/1D, sono state segnalate sensazioni di oppressione, dolore, pressione e pesantezza dopo il trattamento con compresse nella regione precordiale, nella gola, nel collo e nella mandibola.

### Tossicologia
Nei casi pediatrici, la tossicità da zolmitriptan non comporta complicazioni potenzialmente letali, tuttavia, i segni comuni di tossicità includono: tachicardia, dispnea e vomito. Negli adulti il sovradosaggio di zolmitriptan è stato associato a ipertensione, tachicardia e sonnolenza. Inoltre, ci sono stati due casi documentati di epatotossicità legati all'uso di zolmitriptan. Attualmente, non è disponibile alcun antidoto specifico per lo zolmitriptan. Nei casi di grave sovradosaggio, è consigliato stabilire e mantenere una via aerea libera, garantire una corretta respirazione e mantenere la circolazione.
La sospensione o il sovradosaggio del farmaco può provocare mal di testa. Infine lo zolmatriptan può dare un effetto sedativo dose-dipendente.

### Interazioni
Il cibo non ha un effetto significato sulla biodisponibilità del composto.